# Limfòcit

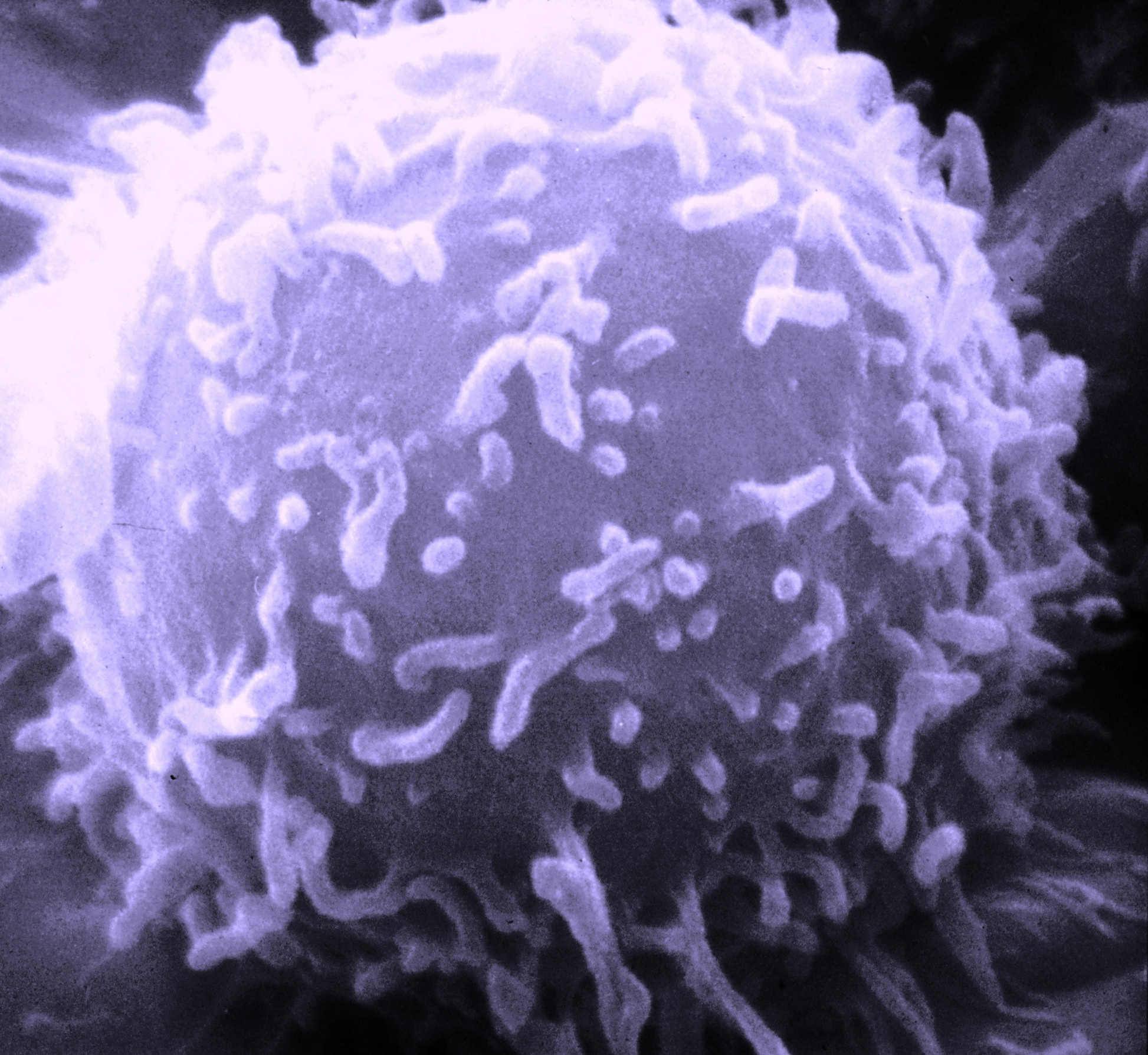
Imatge de microscòpia electrònica de rastreig, mostrant un limfòcit humà.

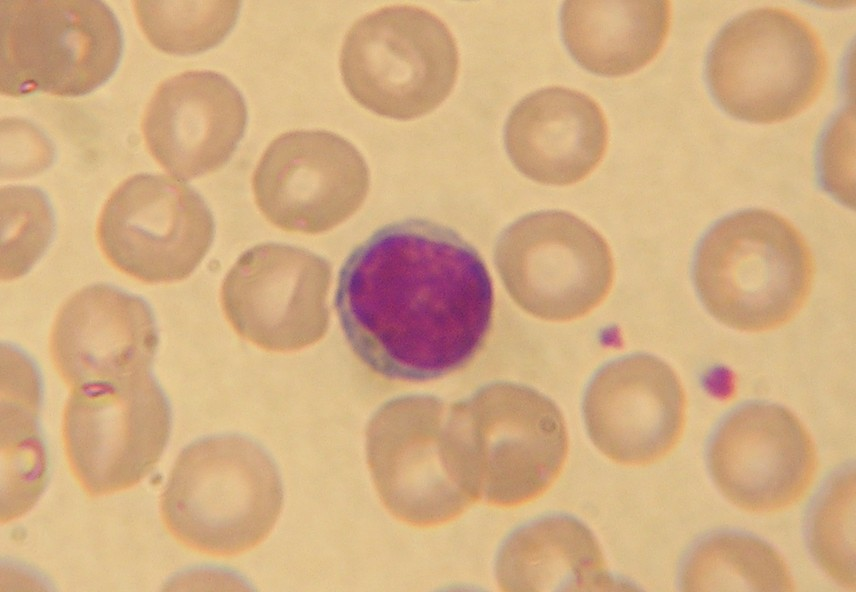
Limfòcit rodejat per cèl·lules sanguínies de la línia vermella

Un limfòcit és una varietat de leucòcit agranular que es caracteritza morfològicament per tenir un nucli arrodonit al voltant del qual amb prou feines pot veure's -mitjançant microscopia- el citoplasma, car és molt petit. Conté, com a conseqüència, escassos orgànuls, però conté molts ribosomes en estat lliure.
Els limfòcits no són distingibles els uns dels altres a través de la seva forma, sinó que solen distingir-se gràcies a uns marcadors superficials presents en el seu citoplasma. Així distingim entre: 
- Limfòcits B (o cèl·lules B). Suposen el 15% del total, i adquireixen la seva immunocompetència en la medul·la òssia, o bé en la borsa de Fabrizio en el cas d'aus. La seva finalitat és formar part en la immunitat humoral, és a dir, aquella que està ocasionada per anticossos. Al contacte amb l'antigen, pot convertir-se bé en cèl·lula efectora (plasmòcits), o bé en cèl·lules de memòria, les quals estaran disposades davant una segona exposició de l'organisme a aquest antigen.
- Limfòcits T (o cèl·lules T). Que suposen el 85% del total i adquireixen la seva immunocompetència en el tim. La seva finalitat és la immunitat cel·lular, és a dir, aquella que està ocasionada per cèl·lules. Al seu contacte amb l'antigen poden ser cèl·lules de memòria o bé cèl·lules efectores. Les cèl·lules efectores responen a tres tipus.
  - Limfòcits Tc. Citotòxics. CD8, que maten a les cèl·lules estranyes o infectades per virus.
  - Limfòcits Th. CD4, que són aquells que serveixen d'ajuda (helpers) per a produir una resposta immunitària.
  - Limfòcits Ts. CD4, que són aquells que reprimeixen aquesta resposta immunitària davant antígens propis.
- Cèl·lules nul·les. Només suposen el 5% i no contenen marcadors. Maten cèl·lules alterades pels virus i, a més originen elements formis de la sang. En realitat no se'ls sol considerar limfòcits, malgrat que tenen una forma semblant.